# Diego Pishinin
Diego Robert Pishinin Mendes (* 1. Januar 1988 in Tapira), auch bekannt als Diego, ist ein ehemaliger brasilianischer Fußballspieler.

## Karriere

### Spieler
Das Fußballspielen lernte Diego in den Jugendmannschaften der brasilianischen Vereine AD São Caetano, São Bernardo FC, Figueirense FC und CA Tubarão. Seinen ersten Vertrag unterschrieb er 2008 bei São Vicente AC in São Vicente. 2009 ging er nach Thailand, wo er einen Vertrag beim Erstligisten Chonburi FC in Chonburi unterschrieb. Von Chonburi aus wurde er umgehend an den Zweitligisten Sriracha FC nach Si Racha ausgeliehen. Hier absolvierte er 2009 27 Spiele. Nach der Ausleihe wurde er von Sriracha fest verpflichtet. 2010 wurde er mit dem Club Meister der Thai Premier League Division 1 und stieg somit in die Erste Liga, der Thai Premier League, auf. Bis Ende 2018 absolvierte er 108 Spiele für Sriracha. Der Zweitligist Pattaya United im nahegelegenen Pattaya nahm ihn 2014 unter Vertrag. Bis Ende 2014 spielte er 32 Mal in der Division 1. Ende 2014 beendete Diego seine Karriere als Fußballspieler.

### Trainer
Seit 2015 ist Diego Trainerassistent beim thailändischen Erstligisten Suphanburi FC in Suphanburi.

## Erfolge
Sriracha FC
- 2010 – Thai Premier League Division 1 – Meister  ▲